# Chi Sáo đá xanh
Chi Sáo đá xanh (danh pháp khoa học: Sturnus) là một chi thuộc họ Sáo (Surnidae).

## Các loài
- Sturnus vulgaris: Bản địa là vùng ôn đới châu Âu và miền tây châu Á, nhưng hiện nay đã du nhập rộng khắp thế giới.
- Sturnus unicolor: Bán đảo Iberia, tây bắc châu Phi, miền nam Pháp, các đảo Sicilia, Sardinia và Corsica.

## Hình ảnh

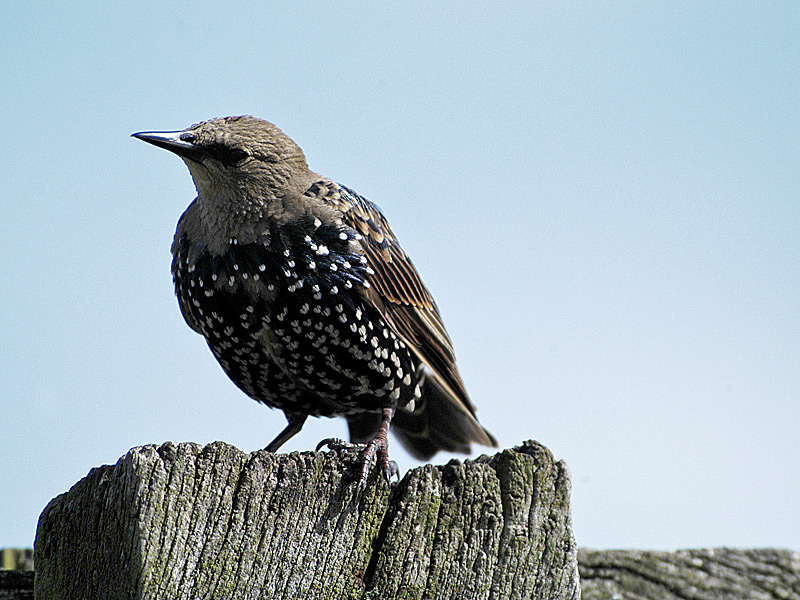
Sturnusvulgaris
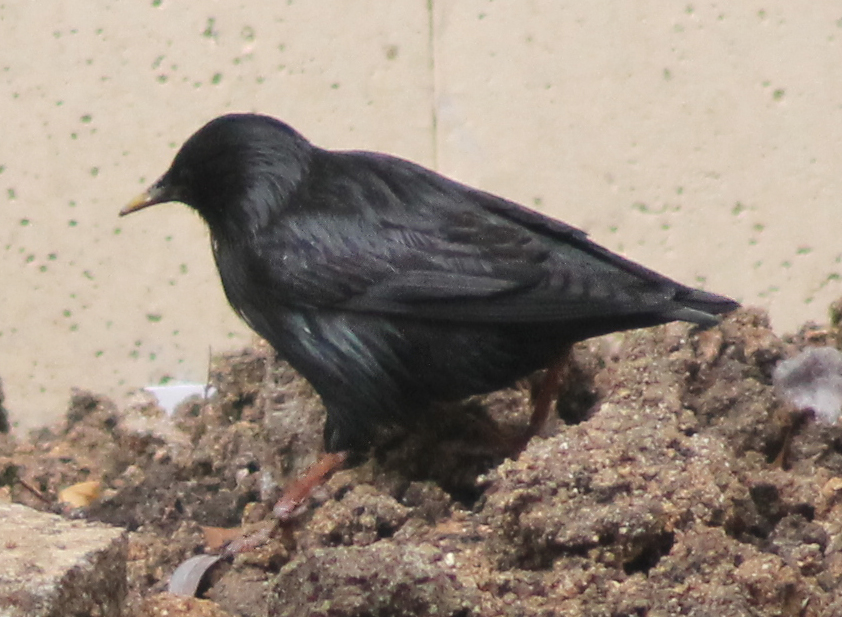
Sturnus unicolor